# Vùng đô thị Rhein-Ruhr
Vùng đô thị Rhein-Ruhr (tiếng Đức: Metropolregion Rhein-Ruhr) là vùng đô thị lớn nhất nước Đức và thuộc loại lớn nhất châu Âu.

## Khái quát
Tên của vùng đặt theo tên hai dòng sông Rhein và sông Ruhr. Với quy mô dân số lên đến hơn 10 triệu người và diện tích lên đến 7110 km², có thể xem Rhein-Ruhr là một siêu đô thị. Đây là một vùng đô thị đa trung tâm.
Nằm hoàn toàn trong tiểu bang Nordrhein-Westfalen, Rhein-Ruhr bao trùm Dortmund-Bochum-Essen-Duisburg (vùng Ruhr) ở phía bắc, tới các vùng đô thị của các thành phố Mönchengladbach, Düsseldorf (thủ phủ tiểu bang), Wuppertal, Köln (thành phố lớn nhất vùng và lớn thứ tư ở Đức), và Bonn ở phía nam. Nằm ở trung tâm của Chuối Xanh, Rhein-Ruhr dễ dàng tiếp cận với các vùng đô thị khác của châu Âu.
Sở dĩ gọi đây một vùng đô thị đa trung tâm vì nó có nhiều thành phố, thậm chí tiểu vùng đô thị đồng thời gánh vác các chức năng trung tâm công nghiệp, trung tâm tài chính, trung tâm khoa học-công nghệ.
- Thành phố trên 1 triệu dân: Köln
- Thành phố trên 50 vạn dân: Dortmund, Düsseldorf, Essen
- Thành phố trên 10 vạn dân: Bochum, Bottrop, Gelsenkirchen, Hagen, Hamm, Herne, Iserlohn, Recklinghausen, Witten, Duisburg, Moers, Mülheim an der Ruhr, Oberhausen, Bergisch Gladbach, Remscheid, Solingen, Wuppertal, Bonn, Krefeld, Leverkusen, Mönchengladbach, Moers, Neuss

## Kinh tế
Rhein-Ruhr là chiếm khoảng 15% GDP của Đức, là vùng đô thị lớn thứ ba châu Âu xét về GDP và lớn thứ 16 thế giới. Vùng này là quê hương của 12 doanh nghiệp lớn nhất thế giới theo Fortune Global 500 companies. Hai trung tâm kinh tế-tài chính quan trọng nhất vùng là Düsseldorf và Köln. Các trung tâm khác gồm Bonn, Dortmund và Essen.